# Chiesa cattolica nello Stato Pontificio
La Chiesa cattolica nello Stato Pontificio era parte della Chiesa cattolica universale, sotto la guida spirituale e temporale del Papa e della Santa Sede.

## Organizzazione ecclesiastica
Lo Stato Pontificio, nel 1870, anno della presa di Roma, era così suddiviso:
- Diocesi di Roma, il cui vescovo ha il titolo di Sommo Pontefice, con le sedi suburbicarie suffraganee:
  - Sede suburbicaria di Albano
  - Sede suburbicaria di Frascati
  - Sede suburbicaria di Ostia e Velletri
  - Sede suburbicaria di Palestrina
  - Sede suburbicaria di Porto e Santa Rufina
  - Sede suburbicaria di Sabina

- Arcidiocesi di Urbino, con le suffraganee:
  - Diocesi di Cagli e Pergola
  - Diocesi di Fossombrone
  - Diocesi di Pesaro
  - Diocesi di Senigallia
  - Diocesi di Urbania e Sant'Angelo in Vado

- Arcidiocesi di Fermo, con le suffraganee:
  - Diocesi di Macerata e Tolentino

- Arcidiocesi di Bologna, il cui arcivescovo ha il titolo di gran priore per l'Emilia dell'Ordine equestre del Santo Sepolcro di Gerusalemme, con le suffraganee:
  - Diocesi di Faenza

- Arcidiocesi di Ferrara, il cui arcivescovo ha il titolo di abate di Pomposa, senza suffraganee

- Arcidiocesi di Ravenna, con le suffraganee:
  - Diocesi di Bertinoro
  - Diocesi di Cervia
  - Diocesi di Cesena
  - Diocesi di Comacchio
  - Diocesi di Forlì
  - Diocesi di Imola
  - Diocesi di Montefeltro
  - Diocesi di Rimini
  - Diocesi di Sarsina

- Diocesi immediatamente soggette alla Santa Sede:
  - Arcidiocesi di Camerino
  - Arcidiocesi di Perugia
  - Arcidiocesi di Spoleto
  - Diocesi di Acquapendente
  - Diocesi di Alatri
  - Diocesi di Amelia
  - Diocesi di Anagni
  - Diocesi di Ancona e Numana
  - Diocesi di Ascoli Piceno
  - Diocesi di Assisi
  - Diocesi di Bagnoregio
  - Diocesi di Città della Pieve
  - Diocesi di Città di Castello
  - Diocesi di Civita Castellana, Orte e Gallese
  - Diocesi di Fabriano e Matelica
  - Diocesi di Fano
  - Diocesi di Ferentino
  - Diocesi di Foligno
  - Diocesi di Gubbio
  - Diocesi di Jesi
  - Diocesi di Montalto
  - Diocesi di Montefiascone
  - Diocesi di Narni
  - Diocesi di Nepi
  - Diocesi di Nocera Umbra
  - Diocesi di Norcia
  - Diocesi di Poggio Mirteto
  - Diocesi di Orvieto
  - Diocesi di Osimo e Cingoli
  - Diocesi di Recanati e Loreto
  - Diocesi di Rieti
  - Diocesi di Ripatransone
  - Diocesi di San Severino Marche
  - Diocesi di Segni
  - Diocesi di Sutri
  - Diocesi di Terni
  - Diocesi di Terracina, Sezze e Priverno
  - Diocesi di Tivoli
  - Diocesi di Todi
  - Diocesi di Veroli
  - Diocesi di Viterbo e Tuscania

- Abbazie immediatamente soggette alla Santa Sede:
  - Abbazia ordinaria di Montecassino
  - Abbazia ordinaria di Subiaco

## Luoghi della cattolicità

### Santuari
Il santuario mariano più famoso del tempo era quello della Madonna del Divino Amore di Roma. Nel Santuario della Madonna del Divino Amore, attualmente, ci sono due chiese. Accorrevano qui circa migliaia di pellegrini ogni anno, e, oggi, si svolge, anche, un pellegrinaggio notturno. 
Altri santuari pontifici sono:
- il santuario di Santa Maria della Rotonda
- il santuario del Capocroce
- il santuario di Santa Maria delle Stelle
- il santuario della Madonna delle Grazie (Pesaro)
- il santuario della Madonna del Pino
- il santuario della Beata Vergine del Piratello
- il santuario della Santissima Annunziata (Gaeta)
- il santuario della Madonna di Loreto (Spoleto)
- il santuario di San Francesco (Monteluco)
- il santuario di Santa Maria del Ponte Metauro
- il santuario della Madonna del Ponte
- il santuario di Fonte Colombo
- il santuario della Foresta

### Basiliche
In moltissime città dello Stato Pontificio erano presenti varie basiliche:
- la basilica di San Giovanni in Laterano
- la basilica di San Pietro in Vaticano
- la basilica di San Paolo fuori le mura
- la basilica di Santa Maria Maggiore
- la basilica di San Lorenzo fuori le mura
- la basilica di Santa Croce in Gerusalemme
- la basilica di San Sebastiano fuori le mura
- la basilica del Pantheon
- la basilica di San Pietro in Vincoli
- la basilica di Santa Sabina
- la basilica di Santa Maria in Cosmedin
- la basilica di Santa Prassede
- la basilica di San Clemente al Laterano
- la basilica di Santa Maria in Trastevere
- la basilica dei Santi Quattro Coronati
- la basilica di Santa Cecilia in Trastevere
- la basilica di San Crisogono
- la basilica dei Santi Cosma e Damiano
- la basilica di Santa Maria in Domnica
- la basilica di Santa Maria sopra Minerva
- la basilica di Santa Maria del Popolo
- la basilica di Sant'Agostino in Campo Marzio
- la basilica di Santa Maria degli Angeli e dei Martiri
- la basilica di Sant'Andrea della Valle
- la basilica dei Santi Silvestro e Martino ai Monti
- la basilica di San Marco Evangelista al Campidoglio
- la basilica dei Santi Bonifacio e Alessio
- la basilica di Sant'Anastasia al Palatino
- la basilica di San Lorenzo in Damaso
- la basilica dei Santi Giovanni e Paolo
- la basilica di Santa Pudenziana
- la basilica di San Vitale (Roma)
- la basilica di San Lorenzo in Lucina
- la basilica di Santo Stefano Rotondo al Cielo
- la basilica di San Pancrazio
- la basilica dei Santi XII Apostoli
- la basilica di Santa Balbina all'Aventino
- la basilica di Santa Maria in Aracoeli
- la basilica di Sant'Agnese fuori le mura
- la basilica di Sant'Eustachio
- la basilica di Santa Francesca Romana
- la basilica di San Saba
- la basilica di San Bartolomeo all'Isola
- la basilica di Sant'Andrea delle Fratte
- la basilica di San Sisto Vecchio
- la basilica di Sant'Aurea
- la basilica di San Nicola in Carcere
- la basilica dei Santi Ambrogio e Carlo al Corso
- la basilica di Santa Maria in Via Lata
- la basilica di Santa Maria in Montesanto
- la basilica di San Giovanni Battista dei Fiorentini
- la basilica di Sant'Apollinare (Roma)
- la basilica di San Pancrazio (Albano Laziale)
- la basilica di San Clemente (Velletri)
- la basilica di Sant'Agapito Martire
- la basilica di Santa Maria Assunta (Cagli)
- la basilica di San Nicola da Tolentino
- la basilica di San Petronio
- la basilica di San Domenico (Bologna)
- la basilica di San Francesco (Bologna)
- la basilica di San Giacomo Maggiore
- la basilica di Santa Maria dei Servi
- la basilica di San Martino (Bologna)
- la basilica di Santo Stefano (Bologna)
- la basilica di Sant'Antonio di Padova (Bologna)
- la basilica di San Giorgio fuori le mura
- la basilica della Santa Resurrezione
- la basilica di Sant'Agata Maggiore
- la basilica di San Francesco (Ravenna)
- la basilica di Santa Maria in Porto
- la basilica di San Pellegrino Laziosi
- la basilica di San Cassiano (Imola)
- la basilica di San Vicinio
- la basilica di San Domenico (Perugia)
- la basilica di San Pietro (Perugia)
- la basilica di San Francesco (Assisi)
- la basilica di Santa Chiara (Assisi)
- la basilica di Santa Maria degli Angeli (Assisi)
- la basilica di Sant'Ubaldo
- la basilica di Santa Maria Assunta e Sant'Anastasia (Nepi)
- la basilica di San Benedetto (Norcia)
- la basilica della Santa Casa
- la basilica di Sant'Agostino (Rieti)
- la basilica di San Lorenzo in Doliolo
- la basilica di San Valentino
- la basilica di Santa Maria (Sezze)
- la basilica di San Lorenzo diacono e martire
- la basilica di San Francesco alla Rocca